# Territoire de l'Arkansas
1819–1836
Entités précédentes :
- Territoire du Missouri

Entités suivantes :
- Arkansas
- Territoire non-organisé

Le territoire de l'Arkansas est un ancien territoire organisé des États-Unis issu d'une partie du territoire du Missouri. 

## Histoire
Après la vente de la Louisiane par Napoléon Ier aux États-Unis, le vaste territoire de la Louisiane française est partagé par le gouvernement américain en deux entités distinctes, de part et d'autre du 33e parallèle : le nord devient le territoire de Louisiane et le sud, le territoire d'Orléans. Le territoire de Louisiane change de nom en 1812 pour s'intituler territoire du Missouri.
Le 4 juillet 1819, est créé le territoire de l'Arkansas sur la partie méridionale du territoire du Missouri, situé entre le fleuve Mississippi et la rivière Saint-François. 
La première capitale du territoire de l'Arkansas, entre 1819 et 1821, est Arkansas Post, ancien fort français connu sous le nom de Poste Arkansas. La seconde capitale est Little Rock, de 1821 à 1836.
Le territoire de l'Arkansas est admis au sein de l'union le 15 juin 1836 sous le nom de l'État de l'Arkansas avec Little Rock pour capitale.

## Gouverneurs
- 1819 – 1824 : James Miller (en)
- 1825 – 1828 : George Izard (en)
- 1829 – 1835 : John Pope
- 1835 – 1836 : William Savin Fulton

Durant les périodes où le territoire n'a pas eu de gouverneur appointé, l'intérim a été assuré par son unique secrétaire, Robert Crittenden (en).